# Axel Wirzenius
Axel John Wirzenius, född 27 februari 1876, död 17 mars 1953, var en finländsk musiklöjtnant, kornettist och kompositör.
Wirzenius var son till Axel Wilhelm Wirzenius och Olga Johanna Relander. Som kornettist gjorde Wirzenius fyra skivinspelningar till pianoackompanjemang 1906 och 1908. Wirzenius komponerade även sju inspelade musikstycken.

## Skivinspelningar

### 1906
- Aamulla varhain
- Tuoll' on mun kultani

### 1908
- Sä kasvoit neito kaunoinen
- Yksi ruusu on kasvanut laaksossa

## Kompositioner
- Hattelmalan harjulla
- Laura-valssi
- Meidän manta
- Sysmän polkka
- Tyttöjen kesken
- Viimeinen muisto
- Älä unhoita minua